# Váha
Váha je zastaralá fyzikální veličina, která byla zavedena jako charakteristika množství látky stanoveného vážením. Zpřesňováním fyzikálních definic jednotlivých veličin a jejich vzájemných vztahů (i vzhledem k vývoji fyziky) musel být původní koncept "množství látky" nahrazen jednoznačnými veličinami. Dnes může mít označení váha 2 různé významy:
- Veličina stejného charakteru se nyní nazývá hmotnost, označení váha přežívá v hovorové mluvě. Jednotkou je kilogram. Vzhledem k poznatkům teorie relativity však má přesnější vymezení a nelze jejím prostřednictvím obecně charakterizovat množství látky (vzhledem k její relativnosti). Takové zjednodušení je možné pouze ve zjednodušených, nerelativistických případech.
- Jako váha se označovala v dřívějších normách (např. ČSN 01 1302) veličina charakteru síly, dnes nazývaná tíha. Jednotkou je Newton. Právě prostřednictvím tíhy se provádí vážení. Takto definovanou váhu nelze redukovat na gravitační sílu – tíhové pole je totiž v soustavách spojených s povrchem Země superpozicí gravitační síly a setrvačné odstředivé síly, způsobené zemskou rotací.

Váha se v současnosti neuvádí ani jako alternativní název veličin hmotnost a tíha, ani žádných jiných (např. gravitační hmotnost), a to již od přijetí ČSN ISO 31-3 Veličiny a jednotky, část 3 – Mechanika, tedy od roku 1994 (v současnosti nahrazena normou ČSN ISO/IEC 80000-4 Veličiny a jednotky, část 4 – Mechanika, platnou od roku 2007).